# 彰化縣福興鄉西勢國民小學
彰化縣立西勢國民小學是位於台灣彰化縣福興鄉的縣立國民小學，北鄰福鹿溪、快速道路，西側面臨員鹿路。創校於1949年6月15日。有立法委員陳秀寶等校友。

## 沿革
1949年6月15日設立管嶼國民學校西勢分班，10月11日遷入現址上課。1951年8月21日獨立為西勢國民學校，施天興為首任校長，9月15日開校典禮。1968年8月1日改制為彰化縣福興鄉西勢國民小學。
1991年11月24日，教室、廁所、網球場落成。2006年3月24日內政部補助該校城鄉新風貌-鄉土文物館及周邊景觀改善工程完工，2008年1月16日教育部補助該校設置樂活運動站落成完工。2022年3月26日半戶外球場、南側圍牆、學生遊戲場、演藝廳及校史館落成啟用。

## 外部連結
- 彰化縣西勢國小的Facebook專頁